# Feierabendheim Pniel

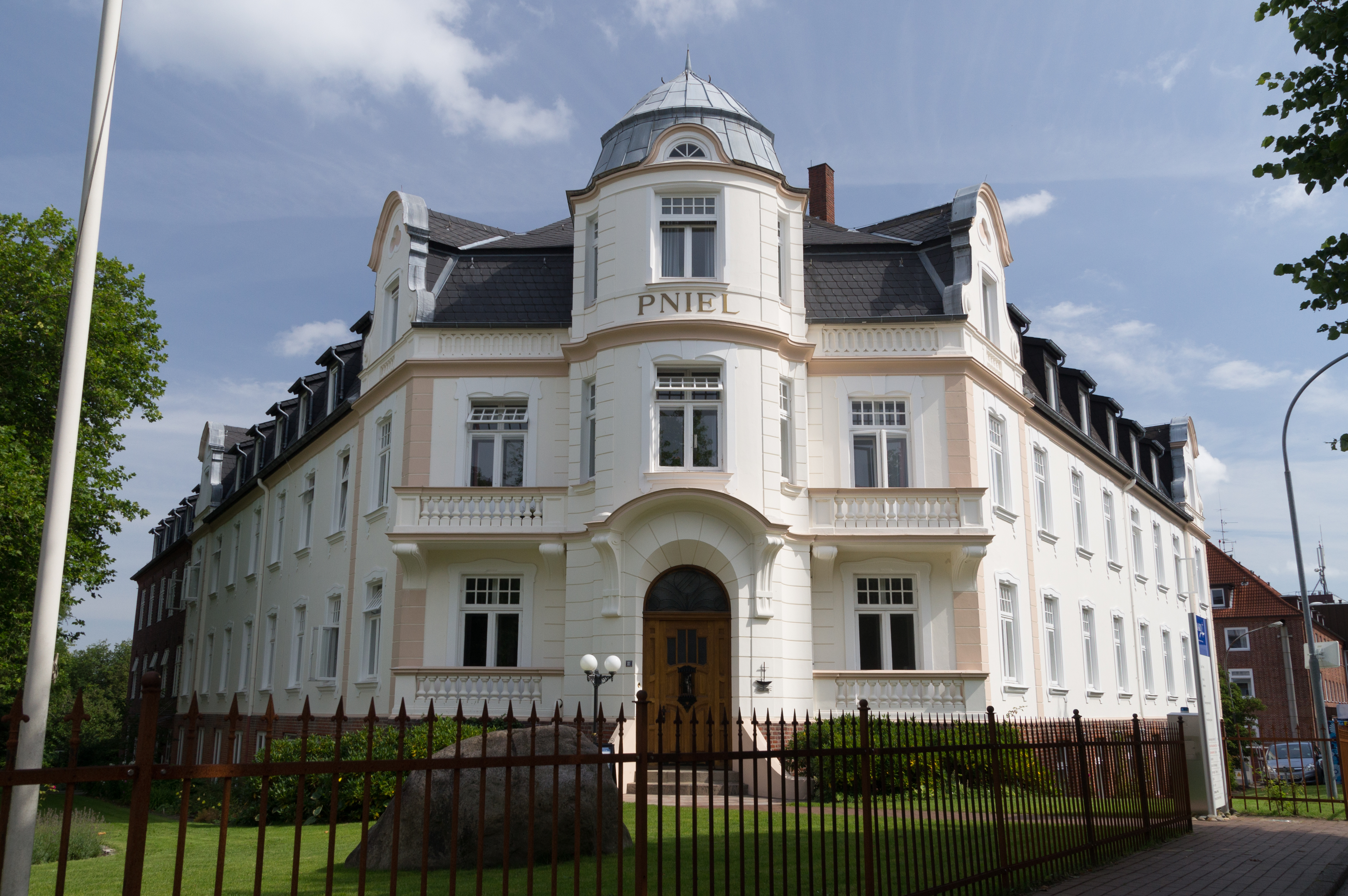
Feierabendheim Pniel 2012

Das Feierabendheim Pniel (auch: Haus Pniel) in der Duburger Straße 81 aus dem 20. Jahrhundert gehört zu den Kulturdenkmalen der Stadt Flensburg. Es liegt am Komplex des Diakonissenkrankenhauses Flensburg.

## Hintergrund
Das Eckgebäude wurde 1901/02 nach Plänen des Kieler Architekten Wilhelm Voigt als Altersheim für Diakonissen errichtet. Dieses Kerngebäude, mit Barock- und Jugendstil-Einflüssen, wurde 1904 an der Duburger Straße und 1907 an der Gartenseite in gleicher Gestaltungsform verlängert. Dieser mehrgeschossige Putzbau wurde wiederum 1934 durch ein schlichtes Backsteingebäude des Architekten Guido Widmann erweitert. Über der repräsentativ wirkenden Eingangstür, am turmartigen Mittelrisalit des Kerngebäudes befindet sich die Inschrift „PNIEL“, welche auf die Bibelstelle: Und Jakob hieß die Stätte Pniel; denn ich habe Gott von Angesicht gesehen, und meine Seele ist genesen. (Gen 32,20 ) verweist.
Die Oberin der Diakoniegemeinschaft besitzt ihr Büro im Haus Pniel. Im Feierabendheim der Diakoniegemeinschaft finden hin und wieder Veranstaltungen wie Konzerte, Lesungen, Festessen und Weihnachtsfeiern statt. Im Gebäude befindet sich unter anderem auch ein größerer Saal, der für solche Veranstaltungen genutzt werden kann. Es dient heutzutage zudem mittels eines Boarding-Konzeptes als Gästehaus für Schwangere, allgemein Gäste der Diako sowie Angehörige von Patienten der Diako.